# Wants You!
Wants You! è il secondo album in studio dei Rough Cutt pubblicato nel 1986 per l'etichetta discografica Warner Bros. Records.

## Tracce
1. Rock the USA
2. Bad Reputation (Alford, Derakh, Thorr)
3. Don't Settle for Less
4. Hot 'N Heavy
5. Take a Chance
6. We Like it Loud (Alford, Derakh, Hager, Shortino, Thorr)
7. Double Trouble (Alford, Derakh, Hager, Shortino, Thorr)
8. You Wanna Be a Star
9. Let 'Em Talk
10. The Night Cries Out for You

## Formazione
- Paul Shortino - voce
- Chris Hager - chitarra
- Amir Derakh - chitarra
- Matt Thorr - basso
- David Alford - batteria, cori